# Klamathia flava
Klamathia flava  (лат.) — вид аранеоморфных пауков из семейства пауков-скакунов (Salticidae). Длина около 8 мм. Окраска тела, ног и пальп от жёлтой до жёлто-коричневой с чёрными пятнами вокруг глаз. Эндемик провинции Квазулу-Натал, ЮАР.

## Классификация
Типовой и единственный вид рода Klamathia Peckham & Peckham, 1903. Иногда этот вид рассматривают членом другого рода (Thyenula: Th. flava).